# کفش‌هاتو دربیار
کفش‌هاتو دربیار (انگلیسی: Crack Your Heels) یک فیلم کمدی صامت کوتاه به کارگردانی آلفرد جی. گلدینگ است که در سال ۱۹۱۹ منتشر شد.

## بازیگران
- هارولد لوید
- اسناب پالرد
- ببه دنیلز
- سمی بروکس
- لو هاروی
- والاس هاو
- مارگارت جاسلین
- ماری موسکینی
- فرد سی. نیومیر
- جیمز پروت
- نوآ یانگ